# Апофиз
Апо́физ (apophysis, PNA, BNA; от греч. αποφυσις, отросток) — возникший из самостоятельного ядра окостенения отросток кости вблизи эпифиза. Как правило, функция апофизов заключается в прикреплении к ним мышц.
Апофизы окостеневают энхондрально из заложенных в их хряще центров окостенения и построены из губчатого вещества. Так, например, у человека плечевая кость имеет три пункта окостенения в верхнем конце: эпифиз в головке и два апофиза в большом и малом буграх и четыре пункта в нижнем: два из них образуют эпифиз и два — апофизы, образующие внутренний и наружный мыщелки. Эти центры окостенения появляются на 3-м году жизни в большом бугре, на 5-м году — в малом и на 8-м — в обоих мыщелках. Объединение костной ткани апофизов с эпифизом происходит не одновременно: на 5-м году жизни присоединяется большой бугор, малый бугор сразу присоединяется сразу после образования, на 11-м году наружный мыщелок сливается с головчатым возвышением и на 18-м году к нижнему эпифизу прирастает внутренний мыщелок и в то же время нижний эпифиз сливается с телом кости ( верхний эпифиз прирастает на 20-м году жизни).
Образование верхнего конца бедра происходит аналогично плечу. В нижнем конце на 4-м году возникает апофиз в большом вертеле и на 14—15-м году — в малом вертеле. Возникшие последними апофизы на нижнем конце бедра прирастают, наоборот, первыми на 17—18-м годах жизни человека.